# Villa Sampieri Talon
La Villa Sampieri Talon è una villa oggi ridotta a rudere situata nel parco della Chiusa (ex Parco Talon) di Casalecchio di Reno, in Emilia-Romagna.

## Storia e descrizione
(Stendhal, Rome Naples et Florence, 1827)
Nel XIV secolo la famiglia Sampieri accumulò ricchezze con il commercio e i suoi membri occuparono cariche importanti a Bologna. Nel 1478 Ludovico Sampieri ottenne il titolo di senatore, confermato nel 1590 alla famiglia in via definitiva.
Nel XVIII secolo i marchesi Sampieri costruirono a Casalecchio una prestigiosa villa di rappresentanza, integrata con un grande parco, che Stendhal chiamò «il Bois de Boulogne di Bologna». Secondo alcune fonti, le architetture sarebbero attribuibili a Ferdinando Galli da Bibbiena.
Il salone di ricevimento fu edificato come un grande loggiato chiuso da vetrate e ricco di piante, così da dare all'ospite la sensazione di essere sempre dentro al parco.
Nell'agosto del 1816 la villa aprì al pubblico con l'allestimento, nel teatrino annesso, del melodramma Oscar e Malvina, opera del proprietario, marchese Francesco Giovanni Sampieri, accademico filarmonico e amico intimo di Gioachino Rossini.
Nel 1818 egli sposò la cugina Anna De Gregorio, nata in Spagna e già dama di corte dell'Infanta. La coppia divenne famosa per la sua ostentata eleganza e le sfarzose serate organizzate nelle varie dimore della famiglia.
La villa di Casalecchio, «magnifica, deliziosa, romantica», attorniata da un vasto parco, ricco di «cose notevoli», come il tempio a Flora, l'obelisco, la torre "dei bassi tempi", il tempietto cinese, fu celebrata da «molti valenti poeti», tra i quali Dionigi Strocchi, Paolo Costa e Giovanni Marchetti. Nei primi decenni dell'Ottocento diventò un centro di cultura musicale e letteraria a livello europeo.
Rossini e Donizetti vi diressero applauditi concerti e Stendhal vi fu più volte ospitato. Durante i suoi soggiorni bolognesi lo scrittore amava fare quasi ogni giorno una «passeggiata pittoresca» alle "cascate del Reno", ovvero all'antica chiusa di Casalecchio, imponente opera idraulica costruita nel XIII secolo - e restaurata nel XVI dal Vignola, al termine del corso naturale del fiume, allo scopo di fornire energia idraulica alla fiorente industria serica bolognese.
Alla morte del marchese Francesco, la figlia Carolina ereditò tutti i possedimenti e nel 1849 andò in sposa a Denis Gabriel Victor Talon, figlio di un ex generale napoleonico di nobile casata francese.
Durante la seconda guerra mondiale villa Talon fu sede di comando tedesco e nel 1945, pochi giorni prima della Liberazione, fu distrutta da un bombardamento.